# Гірфанов Вакіль Калеєвич
Вакіль Калеєвич Гірфанов  (башк. Вәкил Кәли улы Ғирфанов; 25 січня 1909, с. Таймеєво Златоустівського повіту Уфимської губернії, нині Салаватського району Республіки Башкортостан — 10 травня 1980 р. Уфа) — агробіолог, доктор сільськогосподарських наук (1965), професор (1967). Заслужений діяч науки РРФСР (1969), Башкирської АРСР (1957). Голова Верховної Ради Башкирської АРСР (1975—1979).
Область наукових робіт — питання водопостачання і водоспоживання, раціонального режиму живлення рослин. Гірфанов запропонував застосовувати мінеральні добрива в локальному варіанті, як елемент ресурсозберігаючої технології.

## Біографія
Вакіль Гірфанов народився 25 січня 1909 року в селі Таймеєво Златоустівського повіту Уфимської губернії.
У 1933 році закінчив Московську сільськогосподарську академію імені К. А. Тімірязєва.
З 1933 по 1942 роки працював науковим співробітником Башкирського НДІ соціалістичної реконструкції сільського господарства Башкирського НДІ землеробства і тваринництва.
З 1942 року перебував у Червоній армії — добровольцем пішов на фронт. Воював у Сталінграді в складі мінометного розрахунку. З боями дійшов до Східної Пруссії. Був чотири рази поранений, але повертався в стрій.
Після війни в 1946—1952 роках зав. відділення агротехніки Башкирської науково-дослідної рільничої станції.
З 1952 році працював у Башкирській філії АН СРСР, у 1961—1980 рр. очолював Інститут біології.
Вакіль Калеєвич обирався членом Кіровського райкому і Уфимського міськкому КПРС, членом Башкирського обкому партії, був делегатом XXIV з'їзду КПРС. Виборці довірили йому стати депутатом Уфимської міської Ради народних депутатів, депутатом Верховної Ради Башкирської АРСР сьомого і дев'ятого скликань, був Головою Верховної Ради Башкирської АРСР (1975—1979).

## Праці
Вакіль Гірфанов автор понад 170 праць з питань біоекології, агрофізіології, агротехніки пшениці та інших злаків.
Яровая пшеница в Башкирии. Уфа, 1965.; (рос.)
Засуха и урожайность яровой пшеницы в Башкирии. Свердловск, 1967; (рос.)
Микроэлементы в почвах Башкирии. М., 1975 (співавт.). (рос.)

## Нагороди та звання
Нагороджений орденами Жовтневої Революції, Леніна, Трудового Червоного Прапора, Дружби народів і «Знак Пошани», багатьма медалями.
«Заслужений діяч науки Башкирської АРСР» і «Заслужений діяч науки РРФСР».